# Chambon-la-Forêt
Chambon-la-Forêt település Franciaországban, Loiret megyében. Lakosainak száma 961 fő (2022. január 1.). Chambon-la-Forêt Bouilly-en-Gâtinais, Ingrannes, Nancray-sur-Rimarde, Nibelle és Vrigny községekkel határos.

## Népesség
A település népességének változása:
| Lakosok száma | 463  | 491  | 589  | 709  | 934  | 938  | 942  | 952  | 954  | 961  |
|               | 1968 | 1982 | 1990 | 2006 | 2013 | 2015 | 2017 | 2019 | 2020 | 2022 |